# Округ Камден (Мисури)
Округ Камден (енгл. Camden County) је округ у америчкој савезној држави Мисури.

## Демографија
По попису из 2010. године број становника је 44.002, што је 6.951 (18,8%) становника више него 2000. године.
| Група             | 2000.          | 2010.          |
| Белци             | 35.954 (97,0%) | 41.913 (95,3%) |
| Афроамериканци    | 95 (0,3%)      | 179 (0,4%)     |
| Азијати           | 107 (0,3%)     | 184 (0,4%)     |
| Хиспаноамериканци | 346 (0,9%)     | 1.014 (2,3%)   |
| Укупно            | 37.051         | 44.002         |